# ТЕ136
ТЕ136 (Тепловоз з Електричною передачею, 136-та серія) — радянський дослідний магістральний восьмивісний тепловоз для водіння вантажних поїздів.

## Конструкція

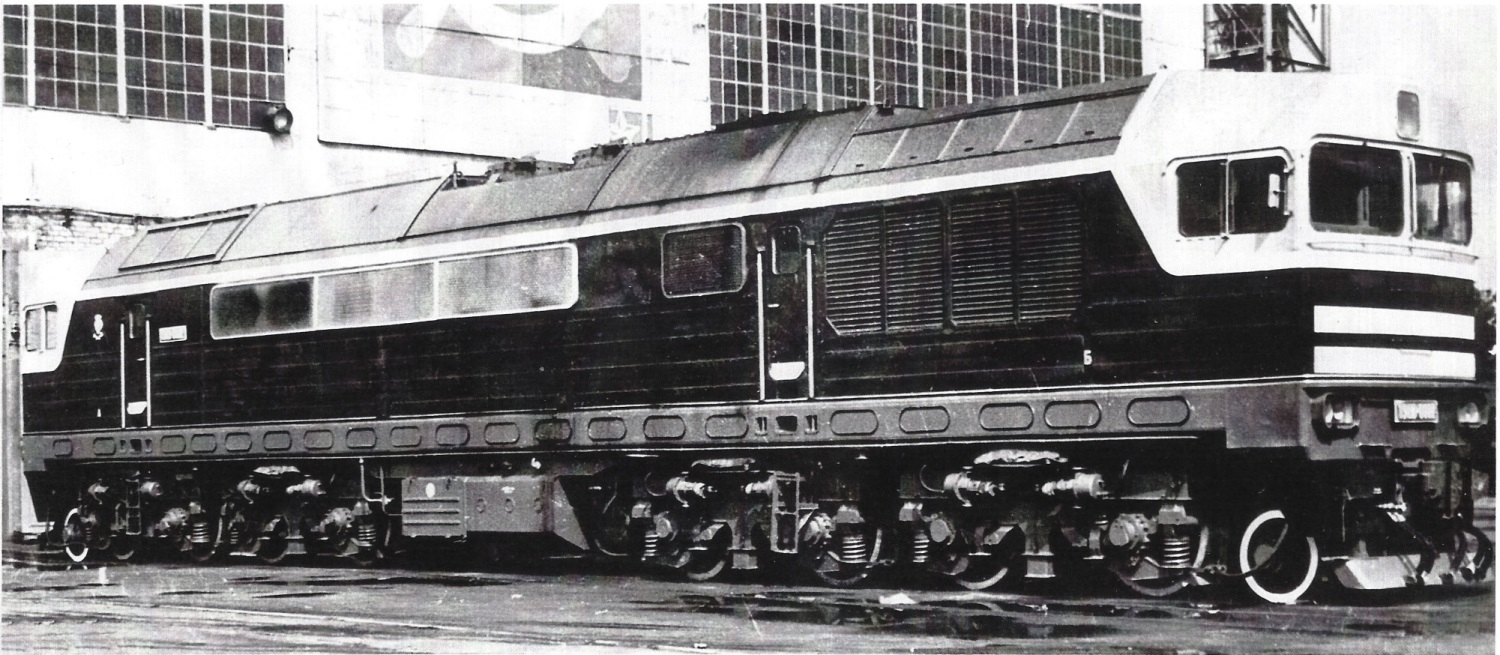
Тепловоз ТЕ136-0002. Порівняно з тепловозом 0001, він мав додаткові бігункові колісні пари.

У конструкції тепловоза ТЕ136 були застосовані принципово нові рішення: система повітряного пуску двигуна, чотиривісний зчленований візок з низькорозташованим шворнем, охолодження наддувного повітря дизельного двигуна в повітро-повітряних охолоджувачах.
- Габарити:
  - Довжина по осях автозчеплення — 24750 мм
  - Ширина по рамі — 3126 мм
  - Висота по даху — 5110 мм

## Історія
1984 Луганський тепловозобудівний завод за проектом конструкторського бюро підприємства під керівництвом головного конструктора заводу Філонова збудував односекційний восьмивісний тепловоз ТЕ136-0001. Тепловоз мав дві кабіни, два чотиривісні візки, тягову передачу змінно-постійного струму, дизельний двигун тепловоза мав потужність 6 000 к.с..
Тепловоз ТЕ136-0001 здійснив пробні поїздки на Донецькій залізниці, після чого проходив випробування на експериментальному кільці Всеросійського науково-дослідного інституту залізничного транспорту в Щербинці, брав участь у кількох виставках.
Пізніше побудували тепловоз ТЕ136-0002, але він не був переданий в дослідну експлуатацію. На цьому тепловозі були випробувані візки з бігунковими колісними парами.
1992 Луганський завод виготовив тепловоз 2ТЕ136-0001. Дослідні поїздки тепловоза в депо ім. М. Горького Приволзької залізниці закінчилися пожежею в кабіні машиніста. Тепловоз не був відновлений після пожежі. Довгий час тепловоз простоював на шляхах випробувального кільця. 1996 за наказом Міністерства шляхів сполучення РФ тепловоз був переданий в Хабаровський інститут інженерів залізничного транспорту як навчальний стенд, де перебував станом на 2011.
1997 унікальні дослідні тепловози були продані на металобрухт і розрізані на території, що належала фірмі «Вольмета» в місті Дукштас (Литва): у травні ТЕ136-001 і ТЕ136-002 у червні.

## Джерело
Дослідний тепловоз ТЕ136(рос.)